# François Joseph Clozel
Marie François Joseph Clozel, född 29 mars 1860 i Annonay i Frankrike, död 10 maj 1918 i Rabat i Franska protektoratet Marocko, var en fransk forskningsresande.
Clozel företog ett flertal expeditioner i Västafrika och blev 1915 generalguvernör över Franska Västafrika.

## Fotnoter
1. ↑  Léonoredatabasen, Frankrikes kulturministerium, Léonore-ID: LH//556/38, läst: 9 oktober 2017.[källa från Wikidata]
2. 1 2 3 4 5  Emmanuel K. Akyeampong & Henry Louis Gates (red.), Dictionary of African Biography, Oxford University Press, 2012, läs online.[källa från Wikidata]
3. 1 2  GeneaStar, GeneaStar person-ID: clozelfranc.[källa från Wikidata]